# Luaine
Luaine, dans la mythologie celtique irlandaise, apparaît dans le récit « Tochmarc Luaine » (Courtise de Luaine), elle est la fille de Domanchenn. Alors qu’elle doit s’unir au roi d'Ulster Conchobar Mac Nessa, elle est poursuivie par le druide Aithirne Ailgesach (l’Exigeant) et ses deux fils Cuingedach (l’Envieux) et Apartach (le Sarcastique). Ce druide dévoyé a pour habitude d’exiger des demandes impossibles, sous peine de subir un glam dicinn, c’est-à-dire une satire mortelle. Luaine meurt de honte sous le coup de cette malédiction. Révoltés par cette pratique infâme et indigne d’un druide, les Ulates (habitants d’Ulster), emmenés par Conchobar, massacrent Aithirne et ses fils.